# ReCore
ReCore è un videogioco del 2016 pubblicato da Microsoft Studios per Microsoft Windows e Xbox One. Ideato da Keiji Inafune, nel 2017 è stata distribuita una Definitive Edition del gioco.

## Sviluppo
Annunciato come esclusiva Xbox One durante l'E3 2015, ReCore è diretto da Mark Pacini. Tra le fonti di ispirazione figurano Metroid, The Legend of Zelda e Il libro della giungla.